# Jessica McCaskill
Jessica McCaskill est une boxeuse américaine née le 8 septembre 1984 à Saint-Louis, Missouri. Après sa victoire contre Cecilia Brækhus en 2020, elle devient la championne WBA, IBF, WBO et WBC des poids welters.

## Palmarès
En 2020, Jessica McCaskill inflige à Cecilia Brækhus sa première défaite dans les rangs professionnels. L'Américaine devient la championne WBA, IBF, WBO et WBC des poids welters.
En 2022, elle descend de catégorie pour affronter Chantelle Cameron à Abou Dabi.